# Axia Award

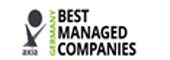

Der Axia Award prämiert nachhaltig erfolgreiche mittelständische Unternehmen.
Er wird seit 2007 jährlich von Deloitte und WirtschaftsWoche, zusammen mit dem BDI, verliehen.
Axia ist das griechische Wort für Wert.
2018 wurde der vergebene Preis für unternehmerische Exzellenz von einem neuen Konzept abgelöst und ist nun Teil des internationalen Axia Best Managed Companies Award.

## Allgemeines
Ausgezeichnet wird Nachhaltigkeit, dass die Unternehmen eine gesunde Entwicklung aufweisen und die Unternehmensleistung auch in Zukunft von potenziellen Klienten bezogen werden kann.
Teilnahmeberechtigt ist jedes mittelständische Unternehmen ab einem jährlichen Mindestumsatz von 150 Millionen €, das seinen Hauptsitz in Deutschland hat.
2017 – 2019 wurde der Preis im Capitol Theater in Düsseldorf verliehen.

## Preisträger 2016
- Bester Nachfolgeprozess: Kind Hörgeräte[5][6]
- Bester Nachfolgeplan: Uvex
- Beste familieninterne Nachfolgestarter: Sixt
- Bester familieninterner Nachfolger: Messer Group
- Bester familienexterner Nachfolger: Uzin Utz
- Sonderpreis: Bester Brückenbauer: Heinz von Heiden

## Preisträger 2017
- Strategie – Wachstum beschleunigen: Nemetschek[7]
- Innovation – Technologie nutzen: Beumer
- Mensch – Arbeitswelten gestalten: Schattdecor
- Ressourcen – Umwelt schützen: Develey
- Sonderpreis: Integration: Wolff & Müller
- Sonderpreis: Lebenswerk: Rolf Königs, Aunde